# Wolverhampton Wanderers Football Club 2015-2016

## Rosa
| N. |                        | Ruolo | Calciatore      |
| -- | ---------------------- | ----- | --------------- |
| 1  | Nigeria (bandiera)     | P     | Carl Ikeme      |
| 2  | Irlanda (bandiera)     | D     | Matt Doherty    |
| 4  | Galles (bandiera)      | C     | David Edwards   |
| 5  | Inghilterra (bandiera) | D     | Mike Williamson |
| 6  | Inghilterra (bandiera) | D     | Daniel Batth    |
| 7  | Inghilterra (bandiera) | C     | James Henry     |
| 8  | Inghilterra (bandiera) | C     | George Saville  |
| 9  | Francia (bandiera)     | A     | Nouha Dicko     |
| 10 | Irlanda (bandiera)     | A     | Joe Mason       |
| 11 | Scozia (bandiera)      | C     | Kevin McDonald  |
| 12 | Inghilterra (bandiera) | C     | Jed Wallace     |
| 13 | Irlanda (bandiera)     | P     | Aaron McCarey   |
| 16 | Inghilterra (bandiera) | C     | Conor Coady     |
| 18 | Inghilterra (bandiera) | D     | Dominic Iorfa   |
| 19 | Inghilterra (bandiera) | C     | Jack Price      |

| N. |                        | Ruolo | Calciatore                 |
| -- | ---------------------- | ----- | -------------------------- |
| 22 | Islanda (bandiera)     | A     | Björn Bergmann Sigurðarson |
| 23 | Inghilterra (bandiera) | D     | Ethan Ebanks-Landell       |
| 24 | Inghilterra (bandiera) | C     | Jordan Graham              |
| 25 | Inghilterra (bandiera) | C     | Nathan Byrne               |
| 26 | Argentina (bandiera)   | P     | Emiliano Martínez          |
| 27 | Polonia (bandiera)     | C     | Michał Żyro                |
| 28 | Francia (bandiera)     | D     | Sylvain Deslandes          |
| 29 | Inghilterra (bandiera) | A     | Adam le Fondre             |
| 30 | Inghilterra (bandiera) | D     | Kortney Hause              |
| 31 | Inghilterra (bandiera) | P     | Jon Flatt                  |
| 35 | Inghilterra (bandiera) | C     | Connor Hunte               |
| 43 | Inghilterra (bandiera) | C     | Connor Ronan               |
| 48 | Nigeria (bandiera)     | A     | Bright Enobakhare          |
|    | Togo (bandiera)        | C     | Abdoulrazak Boukari        |